# Joseph Mewis
Joseph "Jef" Mewis, född 23 mars 1931 i Antwerpen, död 10 april 2025, var en belgisk brottare. 
Mewis blev olympisk silvermedaljör i brottning vid sommarspelen 1956 i Melbourne.